# TVN Style
TVN Style – polski kanał telewizyjny o tematyce lifestyle’owej należący do Grupy TVN.
Ramówkę TVN Style wypełniają przede wszystkim produkcje własne, m.in.: „Stylowy magazyn”, „Magiel towarzyski”, „Wiem, co jem i wiem, co kupuję”, „Miasto kobiet”, „Pascal po polsku”, „Pani Gadżet”, „W roli głównej”, a także produkowane na zlecenie stacji: „Sekrety lekarzy”, „Dorota Was urządzi”, „Afera fryzjera”, „Sekrety chirurgii”, „Życie bez wstydu”, „Sablewskiej sposób na modę”, „Idealna niania”, „Sprzątaczki”. W ofercie programowej TVN Style znajdują się także produkcje zagraniczne, m.in. Goka Wana, Nigelli Lawson, Cristiny Córduli czy Gordona Ramsaya.

## Logo
| Okres                               | Opis | Logo |
| ----------------------------------- | --- | ---- |
| 1 sierpnia 2004 – 14 kwietnia 2011  | Bordowy stylizowany napis "Style", a na górze litery "e" półkole z napisem "tvn". Początkowo napis "tvn" był zielony. Na ekranie logo cieniowane.             |      |
| 15 kwietnia 2011 – 31 sierpnia 2014 | Żółty, gradientowy kwadrat z czerwonym logotypem TVN Style z lat 2004-2011. Lekko zmodyfikowano napis "tvn", który stał się podobny do tego z loga TVN Meteo. |      |
| 1 września 2014 – 31 marca 2023     | Logotyp TVN Style w różowym albo turkusowym kwadracie. |      |
| od 1 kwietnia 2023                  | Kwadrat zyskał różowy gradient, w środku niego umieszczony jest logotyp koloru białego.                                                                       |      |

## Historia
Stacja wystartowała 1 sierpnia 2004. Przez pierwszy rok nadawania TVN Style nadawany był bezpłatnie. Od 1 sierpnia 2005 odbiór telewizji jest zakodowany. Od 28 lipca 2009 stacja nadaje w formacie obrazu 16:9. 1 września 2014 stacja zmodyfikowała logo oraz wprowadziła nową oprawę antenową, której warstwa muzyczna opierała się na utworze Let's play birds od Fismolla. 1 czerwca 2020 w MUX-4 kanał TVN Style został zastąpiony przez Tele5, jednak 14 lipca 2022 kanał ponownie jest dostępny w MUX-4 w ramach nowej oferty Sport i informacje Polsatu Box. 1 kwietnia 2023 stacja zmieniła identyfikację wizualną, zachowując oprawę muzyczną z 2014.
Szefowie kanału TVN Style:
- Iwona Radziszewska – od 1 sierpnia 2004
- Yvette Żółtowska-Darska – od października 2005[7]
- Małgorzata Łupina – od grudnia 2011
- Joanna Tylman – od 13 stycznia 2014, wcześniej od czerwca 2013 p.o. dyrektora TVN Style[8]
- Agnieszka Michalska – od czerwca 2018[9]
- Przemysław Kwiatkowski – od grudnia 2022[10]
- Małgorzata Modrzejewska – od lutego 2025[11]

Szefowie kanału podlegają Lidii Kazen, która 1 listopada 2024 objęła funkcję dyrektorki programowej kanałów TVN.

## Programy TVN Style[13]
- Polskie
  - Pani Gadżet 2.0
  - Mistrzowskie cięcie
  - #Sława
  - Pojedynek w modę
  - Gwiazdy od kuchni
  - Gwiazdy prywatnie
  - W czym do ślubu?
  - W roli głównej – prowadząca Magda Mołek
  - Wiem, co jem i wiem, co kupuję – prowadząca Katarzyna Bosacka
  - Pani Gadżet – prowadząca Anna Nowak-Ibisz
  - Dorota Was urządzi – prowadząca Dorota Szelągowska
  - Afera fryzjera – prowadzący Maciej Maniewski
  - 66 naj...
  - I nie opuszczę Cię aż do ślubu – prowadząca Izabela Janachowska
  - W dobrym stylu – prowadząca Małgorzata Rozenek-Majdan
  - Apetyt na miłość
  - Co nas truje
  - Misja ratunkowa – prowadząca Urszula Chincz
  - Eks-tra zmiana – prowadząca Agata Młynarska
  - Poczuj jak Małgosia Rozenek
  - Zaskocz mnie – prowadząca Anna Lucińska
  - Zanim cię zobaczę – prowadząca Gabi Drzewiecka
  - 10/10 – prowadząca Martyna Wojciechowska
  - Jestem z Polski
  - Stylowy Projekt
  - Dieta czy cud?
  - Ach, ten ślub!
  - Studio urody
  - Związki z modą
  - Człowiek przyszłości
  - Śluby świata
  - Kanony piękna na świecie
  - Warsztaty świata
  - Kto tu mieszka?
  - Co słychać?
- Dokumenty produkcji TVN Style:
  - Kuźniar w Rio – prowadzący Jarosław Kuźniar
  - Trzy na godzinę – prowadząca Anna Dereszowska
  - Szalone Tokio – dokument, prowadząca Agnieszka Szulim
- Zagraniczne:
  - Nowy wygląd, nowe życie – prowadząca Christina Cordula
  - W pułapce umysłu
  - Złodzieje tożsamości
  - Łowcy domów
  - Walka o dom
  - Jedzenie ze śmietnika
  - Tonąc we własnej skórze
  - Najbogatsze psy świata
  - Obrzezane mimo woli
  - Domowe triki Goka
  - Project Runway: Młodzi projektanci
  - Project Runway: Nastolatkowie
  - Wszystko o jedzeniu

## Dawne programy TVN Style
- Sablewskiej sposób na modę – prowadząca Maja Sablewska
- Stylowy magazyn – prowadząca Agnieszka Szulim
- Miasto kobiet – prowadzące Dorota Wellman, Paulina Młynarska-Moritz (wcześniej: Beata Sadowska, Marzena Rogalska, Anna Maruszeczko, Paulina Młynarska, Weronika Marczuk-Pazura, Anna Dziewit, Jolanta Pieńkowska, Magda Mołek)
- Bez planu – prowadząca Hanna Lis
- Hotel marzeń – prowadząca Anna Dereszowska
- Beauty ekspert
- Sekrety Lekarzy
- Niebezpieczne Związki
- Sprzątaczki
- SOS Uroda
- Smakuj świat z Pascalem – prowadzący Pascal Brodnicki
- Pascal po polsku – prowadzący Pascal Brodnicki
- Uwikłanie
- Najsztub słucha – prowadzący Piotr Najsztub
- Życie bez wstydu
- Sekrety chirurgii
- Coming out po polsku
- Bad girls. Cela 77
- Klinika urody – prowadzące Paulina Krupińska i Ania Orłowska
- Będę Cię kochał aż do śmierci
- Wiem, co jem – prowadząca Katarzyna Bosacka
- Magiel towarzyski – prowadzący Karolina Korwin Piotrowska
- O tym się mówi – prowadząca Anna Wendzikowska
- Projekt Tyszka – prowadzący Marcin Tyszka
- Pyszne 25 – prowadząca Anna Starmach
- Pyszna Wielkanoc  – prowadząca Anna Starmach
- Agentka do zadań specjalnych – prowadząca Mariola Bojarska
- Tajemnice show biznesu – prowadząca Agnieszka Szulim
- Zdrowie na obcasach
- Zawody 24h
- 44 szaleństwa młodości
- 44 obiekty pożądania
- Trochę zdrowia
- Szczypta smaku – prowadzące Olga Kwiecińska i Agata Ziemnicka
- Rewolucja na talerzu – prowadzące Olga Kwiecińska i Agata Ziemnicka
- Oblicza prostytucji
- Sekrety mądrej niani
- Mamo, to ja
- O Matko! – prowadząca Katarzyna Bosacka
- Superniania – prowadząca Dorota Zawadzka
- Świat według dziecka – prowadząca Dorota Zawadzka
- Niezwykłe strony życia
- Mamo już jestem
- Taka miłość się nie zdarza
- Socjeta – prowadząca Anna Nowak-Ibisz
- Kino, kanapa, książki – prowadzące Karolina Korwin Piotrowska, Dorota Wellman
- Telewizja od kuchni
- Druga strona medalu – prowadząca Jolanta Pieńkowska
- Musisz to mieć – prowadząca Anna Puślecka
- Socjeta – prowadząca Anna Nowak-Ibisz
- Klub młodej mamy – prowadząca Beata Tadla
- Polska od kuchni
- No to pięknie – prowadząca Anna Orłowska-Filasiewicz
- Ten jeden dzień – prowadząca Dorota Wellman
- Kobieta na zakręcie – prowadząca Anna Maruszeczko
- Po mojemu – prowadzący Wojciech Cejrowski
- Damy radę! – prowadząca Agata Jasińska
- Bankier domowy – prowadzący Andrzej Szczęsny Nartowski
- 33 najgorętsze sceny filmowe
- 66 niezapomnianych chwil telewizji – licencjonowany cykl półgodzinnego 6–częściowego programu, w formie kroniki najważniejszych – zdaniem autorów – wydarzeń w historii polskiej telewizji – od rozrywki, poprzez programy dla najmłodszych, do polityki. Komentują i odliczają „momenty” znane i lubiane osobowości branży medialnej, ale także niekoniecznie trafnie dobrani ludzie. Pierwsza część programu została wyemitowana w piątek 27.07.2007, ostatnia w piątek 31.08.2007.
- 66 niezapomnianych scen filmowych
- 66 niezapomnianych skandali telewizji
- 66 niezapomnianych piosenek
- Idealna niania
- Babska jazda
- Edmund nie lubi gotować
- Zdrowie bez tajemnic – prowadząca Isla Traquair
- Czary-mary Goka – prowadzący Gok Wan
- Ekstremalny kurs piękna
- Kuchnia czynna całą dobę
- Bunt w kuchni
- Piekielna kuchnia Marco Pierre White’a – prowadzący Marco Pierre White
- Ostra pobudka z Kim
- Ogrodowi najeźdźcy
- Zaklinacze wnętrz
- Trinny i Susannah rozbierają W.Brytanię
- Trinny i Susannah ubierają Polskę
- Trinny i Susannah ubierają Belgię
- Modowe wpadki gwiazd
- Jak dobrze wyglądać nago
- Piękne po 30-tce
- Pocałujesz? Poślubisz? Uciekniesz?
- Ciuchy, mama i ja
- Korepetycje z seksu
- Biografie – seria Biography Channel to cykl godzinnych odcinków, z których każdy jest portretem jednej z wielkich osobowości XX wieku. Jak upłynęło ich dzieciństwo, w jakim środowisku dorastali, co pomogło im osiągnąć sukces i przejść do historii.
- Chcę żyć jak Hiltonowie – Kathy Hilton, matka sławnej Paris, zaprosi do swojego świata 14 uczestników programu.
- Tori i Dean
- Hollywoodzka dziesiątka
- Co jest dla ciebie dobre
- Damą być
- Dzień dobry i zdrowy
- Hotel Babylon – opowieść o zaskakujących kulisach życia luksusowego hotelu i o tym, co kryje się za fasadą sztucznego uśmiechu hotelowej obsługi.
- I kto tu rządzi?
- Lekcja stylu
- I ty możesz mieć superdziecko – program „I Ty możesz mieć Superdziecko” jest adresowany do rodziców, którzy opanowali już problemy wieku niemowlęcego swoich dzieci i teraz muszą odpowiedzieć na pytanie – jak wychować dziecko.
- Jak się nie ubierać – brytyjski program o modzie, gdzie Trinny Woodall i Susannah Constantine – dwie prowadzące-krytykują swoją „ofiarę”, mówią jakie ubrania do niej pasują i wysyłają na zakupy. Aktualnie zmieniły się prezenterki; są to: Mischa – piosenkarka i Lisa – modelka.
- Jak się sprzedać – w każdym odcinku programu pięciu kandydatów walczy o wymarzoną posadę w renomowanej firmie.
- Mamo, to ja
- Martha Stewart Living – dom i ogród
- Martha Stewart Living – kuchnia
- Miejski eko-ogrodnik – właściciele ogrodów często nie wiedzą, jak sobie z nimi radzić. Używają zbyt dużej ilości środków chemicznych lub niepotrzebnie wycinają stare rośliny. Matt od nowa aranżuje ogród i sadzi nowe rośliny.
- Nastoletnie aniołki – dr Tanya Byron i Dr Stephen Briers mają swoje sposoby, żeby ujarzmić rozwydrzonych, nękanych przez burzę hormonów, zagubionych nastolatków.
- Nigella gryzie – show kulinarny autorki bestsellerów o gotowaniu, Nigelli Lawson.
- Nigella rozmawia – program składa się z trzech części. W pierwszej prowadząca rozmawia oraz gotuje z zaproszonymi gośćmi, którymi byli między innymi Val Kilmer, Jane Seymour i Brooke Shields. Goście, podczas wspólnego gotowania, opowiadali o swoim dzieciństwie, rodzinie i karierze. W drugiej części programu dołączyli do nich przyjaciele Nigelli. Wspólnie dyskutowali na temat mody, seksu, urody i wielu innych życiowych tematów. W trzeciej i ostatniej części Nigella zaprasza swoich gości na przygotowany specjalnie dla nich deser.
- Nigella ucztuje – to kontynuacja programu „Nigella gryzie”.
- Salon piękności – dwie inteligentne kobiety, dwie serdeczne przyjaciółki, dwie zapracowane dziennikarki – mają różne pomysły na poprawiane urody i dbanie o siebie.
- Seks inspektorzy 2 – to kontynuacja niezwykle popularnej serii „Seks Inspektorzy”.
- Uniwersytet zodiak – świat, który nas otacza, jest pełen tajemnic, symboli i rytuałów. Nie rozumiemy ich i często pochopnie określamy mianem „dziwnych”. Mówimy o nich: gusła, przesądy. Ale czy słusznie? Niemal każdy wie, spod jakiego jest znaku zodiaku. Każdy słyszał o tarocie, widział mieszkania i biura zaaranżowane według zasad feng shui. Wielu słyszało, że nazwy firm często powstają po konsultacji z numerologiem. Czy znamy genezę tych zjawisk? „Uniwersytet Zodiak” będzie starał się wyjaśnić te zagadnienia.
- Uwaga, faceci! – Marin wiedzie sielankowe życie – robi to, co lubi, jej książki sprzedają się w milionach egzemplarzy, na prowadzonych przez nią treningach gromadzą się tłumy fanek, niedługo stanie na ślubnym kobiercu. Marin jest przekonana, że wie, co ją uszczęśliwi, zna mężczyzn i umie unikać pułapek. Do czasu... W trakcie podróży do miasteczka Elmo, położonego gdzieś na końcu świata (a dokładniej na Alasce), dowiaduje się, że jej idealny narzeczony ma romans. Marin boleśnie przekonuje się, że szewc bez butów chodzi, a ona o związkach, mężczyznach i byciu singlem wie niewiele.
- WF
- Zaklinacz wnętrz – metamorfoza wnętrza.
- Żądło – prowadząca zamierza odkryć nieznane oblicze swoich gości – ludzi ze świata polityki i mediów.
- Dżoana i jej przyjaciółki z Miami – program z Joanną Krupą
- Przyjaciółki z Miami
- Niezwykłe osobliwości
- Jestem kochanką
- Nie róbcie tego w domu
- Słońce, woda i podejrzliwi rodzice
- Brutalne kulisy agencji modelek
- Idealna modelka
- Klub niegrzecznych dziewczynek
- Policjantki z Cincinnati
- Psi trener
- Weterynarz przyszłości
- Nigellissima – prowadząca Nigella Lawson
- Szalona kuchnia Hestona – prowadzący Heston Blumenthal
- Gordon Ramsay: We własnej kuchni – prowadzący Gordon Ramsay
- Położne
- Zmieniam płeć
- Seks klinika
- Wstrząsające historie medyczne
- Porody domowe
- Cudotwórca
- Piekielna kuchnia Gordona Ramsaya – prowadzący Gordon Ramsay
- Kurs gotowania z Gordonem Ramsayem – prowadzący Gordon Ramsay
- Kuchnia chińska według Goka – prowadzący Gok Wan
- Apetyczny tydzień z Rachael – prowadząca Rachael Ray
- Najgorszy kucharz świata

Filmy i seriale kostiumowe
- Zagraniczne:
  - Mary Bryant
  - Rozważna i romantyczna
  - Jane Eyre
  - Pokój z widokiem
  - Henryk VIII
  - Duma i uprzedzenie
  - Fanny Hill: zwierzenia kurtyzany
  - Emma
  - Opactwo Northanger
  - Mansfield Park
  - Anna Karenina
  - Perswazje
  - Tessa d’Urbervilles
- Pluszakowe bajki[14]
  - Seriale
    - Aniołki i spółka
    - Co nowego u Scooby’ego?
    - Franklin i przyjaciele
    - Geronimo Stilton
    - Hello Kitty
    - Kajtuś
    - Kot Crawford
    - Magiczna uliczka
    - Olinek Okrąglinek
    - Mała Lulu
    - Noddy
    - Przygody Misia Bruno
    - Przyjaciele z podwórka
    - Piraci – wyprawa po skarby
    - Przytulaki
    - Rupert
    - SamSam
    - Świnka Peppa
    - Weterynarz Fred
    - Witaj, Franklin

  - Filmy 
    - Barbie i magia tęczy
    - Barbie jako księżniczka i żebraczka

- Seriale
  - Polskie:
    - Kasia i Tomek
    - Niania

  - Zagraniczne:
    - Satysfakcja
    - Siostry
    - Żony pierwszej ligi
    - Uwaga, faceci!

## Prezenterzy

### Obecni
- Agata Młynarska
- Anna Nowak-Ibisz
- Dagmara Bryzek
- Dominik Strzelec
- Iza Sztarmach
- Izabella Krzan[15]
- Jagna Niedzielska
- Karolina Owczarz
- Katarzyna Węsierska
- Krzysztof Miruć
- Maja Popielarska
- Marzena Rogalska
- Olga Piórkowska

### Byli
- Anna Dereszowska
- Anna Dziewit
- Anna Lucińska
- Anna Maruszeczko
- Anna Orłowska-Filasiewicz
- Anna Starmach
- Anna Wendzikowska
- Agnieszka Pilaszewska
- Agnieszka Szulim
- Aleksandra Kwaśniewska
- Beata Sadowska
- Beata Tadla
- Dorota Szelągowska
- Dorota Wellman
- Dorota Zawadzka
- Ewelina Rydzyńska
- Gabi Drzewiecka
- Hanna Lis
- Izabela Janachowska
- Iwona Radziszewska
- Joanna Brodzik
- Joanna Horodyńska
- Jolanta Kwaśniewska
- Jolanta Pieńkowska
- Karolina Korwin Piotrowska
- Karolina Malinowska
- Katarzyna Bosacka
- Katarzyna Montgomery
- Klaudia Carlos
- Maciej Wróblewski
- Magda Gessler
- Magda Mołek
- Maja Sablewska
- Marcin Tyszka
- Marzena Rogalska
- Marta Kuligowska
- Małgorzata Rozenek
- Monika Tarka-Kilen
- Olga Kwiecińska
- Olga Kuźniak
- Pascal Brodnicki
- Paulina Krupińska
- Paulina Młynarska
- Piotr Najsztub
- Sylwia Paszkowska
- Tomasz Kin
- Urszula Chincz
- Wojciech Cejrowski
- Ziemnicka Agata